# Musculus trapezius
De musculus trapezius of monnikskapspier  is in de menselijke anatomie de ruitvormige spier boven op de rug. De monnikskapspier loopt van de schedelbasis tot aan het midden van de rug.
De functie, origo en insertie van de musculus trapezius:
- Bovenste vezels (pars descendens): retractie en elevatie - achterrand schedel en nekwervels naar het lateraal gelegen derde deel van de clavicula.
- Middelste vezels (pars transversa): retractie - nek en borstwervels naar schouderbladpunt
- Onderste vezels (pars ascendens): retractie en depressie - borstwervels naar schouderbladpunt

De spier wordt geïnnerveerd door de nervus accessorius.
De naam "monnikskapspier" wijst op de vorm van de spier ten opzichte van de rest van de romp: die vertoont enige gelijkenis met een niet opgezette kap van een monnikspij.